# Gladys Acuña
Gladys Cristina Acuña Rosales (Arica, 15 de octubre de 1975) es una abogada y política chilena militante del Partido Socialista (PS). Actualmente se desempeña como Seremi de Vivienda y Urbanismo de la Región de Arica y Parinacota bajo el gobierno de Gabriel Boric, cargo que ejerció anteriormente bajo la administración de Michelle Bachelet. Además fue Intendenta de la Región de Arica y Parinacota.

## Familia y estudios
Acuña Rosales es titulada de derecho de la Universidad Católica del Norte. Además, posee un Magíster en derecho penal y ciencias penales por la Universidad Pompeu Fabra y un posgrado en Contratación Internacional y Comercio Electrónico por la Universidad Carlos III de Madrid.
Es madre de un niño llamado Nicolás.

## Carrera política
En marzo de 2014 fue nombrada Secretaria Regional Ministerial de Vivienda y Urbanismo de la Región de Arica y Parinacota. Antes de eso, se desempañó por 6 años como funcionaria de dicho Ministerio.
El año siguiente, en agosto de 2015, fue nombrada Intendenta de la Región de Arica y Parinacota en reemplazo del hasta entonces Intendente Emilio Rodríguez Ponce, cargo en que se mantuvo hasta el final del mandato de Michelle Bachelet.
En noviembre de 2017 fue distinguida como mujer líder de la región , evento organizado por la Organización Mujeres Empresarias,  seleccionada dentro de miles de mujeres, destacándose por el aporte a la inclusión, específicamente con la implementación de las playas inclusivas iniciativa propulsada durante la gestión como Intendenta.
El 31 de marzo de 2022 es nombrada nuevamente como Secretaria Regional Ministerial de Vivienda y Urbanismo de Arica y Parinacota, esta vez bajo el gobierno de Gabriel Boric.

## Historial electoral

### Elecciones parlamentarias de 2021
- Elecciones parlamentarias de 2021, para diputado por el distrito N.º 1 (Arica, Camarones, General Lagos y Putre)[5]

| Candidato               | Pacto                   | Partido | Votos  | %     | Resultado |
| ----------------------- | ----------------------- | ------- | ------ | ----- | --------- |
| Vlado Mirosevic Verdugo | Nuevo Pacto Social      | PL      | 16 819 | 20,91 | Diputado  |
| Enrique Lee Flores      | Chile Podemos Más       | ILAA    | 7 320  | 9,10  | Diputado  |
| Diego Paco Mamani       | Chile Podemos Más       | RN      | 6 752  | 8,39  |           |
| Marcelo Zara Pizarro    | Frente Social Cristiano | PRCh    | 6 349  | 7,89  |           |
| Gladys Acuña Rosales    | Nuevo Pacto Social      | PS      | 5 181  | 6,44  |           |
| Luis Rocafull López     | Nuevo Pacto Social      | PS      | 3 929  | 4,88  |           |
| Karla Kepec Álvarez     | Frente Social Cristiano | PRCh    | 3 845  | 4.78  |           |
| Rayko Karmelic Pavlov   | Partido de la Gente     | PDG     | 3 831  | 4,76  |           |
| Ricardo Sanzana Oteíza  | Apruebo Dignidad        | FRVS    | 3 326  | 4,13  |           |
| Camila Aguilar Torres   | Partido de la Gente     | PDG     | 3 244  | 4,03  |           |
| Paloma Tapia Barrios    | Apruebo Dignidad        | PCCh    | 3 096  | 3,85  |           |
| Nino Baltolu Rasera     | Chile Podemos Más       | UDI     | 2 997  | 3,73  |           |
| Luis Malla Valenzuela   | Nuevo Pacto Social      | PL      | 2 689  | 3,34  | Diputado  |